# Monocymbium lanceolatum
Monocymbium lanceolatum är en gräsart som beskrevs av Charles Edward Hubbard. Monocymbium lanceolatum ingår i släktet Monocymbium och familjen gräs. Inga underarter finns listade i Catalogue of Life.